# Rally Internacional Barcelona-Sitges
El Rally Internacional de Coches de Época Barcelona-Sitges es una carrera de rally disputada por automóviles antiguos cada año, desde 1959, entre las localidades catalanas de Barcelona y Sitges.
La prueba se celebra cada mes de marzo, con la participación de más de 80 vehículos fabricados antes de 1928. Consta de dos categorías: "Época" (automóviles construidos antes de 1921) y "Vintage" (antes de 1928). Además, también se premia la vestimenta de los integrantes de los vehículos, considerando la adecuación del vestuario a la época del vehículo.
La salida del rally tiene lugar en la plaza San Jaime de Barcelona. La llegada tiene su punto en el paseo marítimo de Sitges. A pesar de que el rally propiamente dicho tiene lugar durante la mañana del domingo, el evento se desarrolla durante todo el fin de semana, ya que se organizan desfiles y exposiciones.

## Ganadores
| Año  | Edición                     | Piloto                 | Premio                                                   |
| ---- | --------------------------- | ---------------------- | -------------------------------------------------------- |
| 1962 | IV Rally Barcelona -Sitges  | Paul Girard Renault    | Premio a la antigüedad del vehículo                      |
| 1962 | IV Rally Barcelona -Sitges  | Juan Coma Cros         | Premio a la persona ataviada en relación con el vehículo |
| 1962 | IV Rally Barcelona -Sitges  | Antonio Catalá Renault | Premio a la prueba deportiva                             |
| 1966 | VIII Rally Barcelona-Sitges | Salvador Roura         |                                                          |